# Магомедов, Муслим Микаилович
Муслим Микаилович Магомедов (род. 31 января 1995 года, с. Кокрек, Хасавюртовский район, Дагестан, Россия) — российский боец смешанных единоборств, представитель полутяжëлой весовой категории. Выступает на профессиональном уровне с 2017 года. Известен по участию в турнирах престижной бойцовской организаций ACA. Действующий чемпион ACA в полутяжëлом весе.

## Титулы
- ACA
  - Чемпион ACA в полутяжëлом весе

## Статистика ММА
| Боёв 11         | Побед 11 | Поражений 0 |
| --------------- | -------- | ----------- |
| Нокаутом        | 4        | 0           |
| Сдачей          | 2        | 0           |
| Решением        | 5        | 0           |
| Ничьи           | 0        | 0           |
| Не состоявшихся | 0        | 0           |

| Результат | Рекорд | Соперник                    | Способ                                    | Турнир                           | Дата            | Раунд | Время | Место                   | Примечание                             |
| --------- | ------ | --------------------------- | ----------------------------------------- | -------------------------------- | --------------- | ----- | ----- | ----------------------- | -------------------------------------- |
| Победа    | 11-0   | Григор Матевосян            | Сабмишном (кимура)                        | ACA 137: Магомедов - Матевосян   | 6 марта 2022    | 4     | 3:08  | Краснодар, Россия       | Защитил титул ACA в полутяжёлом весе   |
| Победа    | 10-0   | Евгений Егембердиев         | Техническим нокаутом (удары)              | ACA 126: Магомедов - Егембердиев | 15 июля 2021    | 3     | 3:52  | Сочи, Россия            | Завоевал титул ACA в полутяжёлом весе. |
| Победа    | 9-0    | Леонардо Сильва де Оливейра | Решением (единогласным)                   | ACA 120: Фроес - Хасбулаев       | 26 марта 2021   | 3     | 5:00  | Санкт-Петербург, Россия |                                        |
| Победа    | 8-0    | Мурат Гугов                 | Решением (раздельным)                     | ACA 115: Исмаилов - Штырков      | 13 декабря 2020 | 3     | 5:00  | Москва, Россия          |                                        |
| Победа    | 7-0    | Карлос Эдуардо              | Техническим нокаутом                      | ACA 105: Шахбулатов - Жубилеу    | 6 марта 2020    | 3     | 0:48  | Алма-Ата, Казахстан     |                                        |
| Победа    | 6-0    | Илья Щеглов                 | Решением (единогласным)                   | ACA 97 Краснодар                 | 31 августа 2019 | 3     | 5:00  | Москва, Россия          |                                        |
| Победа    | 5-0    | Крис Камоззи                | Техническим нокаутом (остановка доктором) | ACA 93 St. Petersburg            | 16 марта 2019   | 3     | 1:02  | Санкт-Петербург, Россия |                                        |
| Победа    | 4-0    | Мехди Барги                 | Решением (единогласным)                   | WLF W.A.R.S. 29                  | 16 ноября 2018  | 3     | 5:00  | Чжэнчжоу, Китай         |                                        |
| Победа    | 3-0    | Асылжан Бакытжанулы         | Сабмишном (удушение сзади)                | ACB 86 Balaev vs. Raisov 2       | 5 мая 2018      | 2     | 1:55  | Москва, Россия          |                                        |
| Победа    | 2-0    | Алексей Сидоренко           | Решением (единогласным)                   | FNG Fight Nights Global 71       | 29 июля 2017    | 3     | 5:00  | Москва, Россия          |                                        |
| Победа    | 1-0    | Садырбек Узак               | Техническим нокаутом (удары)              | EFN Fight Nights Global 60       | 4 марта 2017    | 2     | N/A   | Душанбе, Таджикистан    | Дебют в ММА                            |